# Heinrich Georg von Boguslawski
Heinrich Georg von Boguslawski (* 7. Dezember 1827 in Groß-Rake bei Breslau; † 4. Mai 1884 in Berlin) war ein deutscher Hydrograph und Sektionschef am Hydrographischen Institut der Kaiserlichen Admiralität in Berlin.

## Leben und Wirken
Heinrich Georg von Boguslawski war der Sohn des Astronomen Palm Heinrich Ludwig von Boguslawski und dessen Ehefrau Auguste Wolff. Nach seinem Studium war Boguslawski zunächst Oberlehrer in Berlin, Anklam und Stettin, bevor er schließlich 1874 als Sektionschef in das Hydrographische Amt der Kaiserlichen Admiralität zu Berlin berufen wurde. Darüber hinaus förderte er durch die Redaktion der „Nachrichten für Seefahrer“ (1874–84) und der Annalen der Hydrographie und maritimen Meteorologie (1875–84) maßgeblich die maritime Meteorologie und Ozeanographie. Im Jahre 1884 veröffentlichte Boguslawski den 1. Band eines Handbuches der Ozeanographie mit dem Untertitel Räumliche, physikalische und chemische Beschaffenheit der Ozeane, das von Otto Krümmel durch den 2. Band  mit dem Titel: Die Bewegungsformen des Meeres 1887 vollendet wurde. Boguslawski war Vorstandsmitglied der Gesellschaft für Erdkunde an.
Heinrich Georg von Boguslawski war seit 1856 verheiratet mit Emma Kuntze (1830–1899), Tochter eines Hüttendirektors. Die Ehe blieb kinderlos.
Boguslawski starb 1884 im Alter von 56 Jahren in Berlin und wurde auf dem Alten St.-Matthäus-Kirchhof in Schöneberg beigesetzt. Das Grab ist nicht erhalten geblieben.

## Veröffentlichungen
- 1874–1884 Redakteur der „Nachrichten für Seefahrer“
- 1875–1884 Redakteur der „Annalen der Hydrographie und maritimen Meteorologie“
- Die Tiefsee und ihre Boden- und Temperatur-Verhältnisse : mit einer Tiefenkarte der Oceane der Erde und 6 Diagrammen im Text. Habel, Berlin 1878 (Digitalisat)